# Südliche Pampaskatze

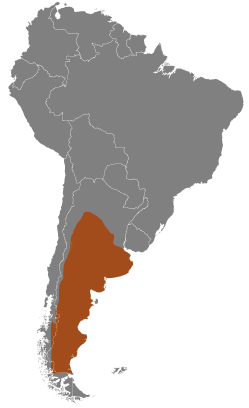
Das Verbreitungsgebiet der Südlichen Pampaskatze

Die Südliche Pampaskatze (Leopardus pajeros) (engl.: Southern pampas cat) ist eine Kleinkatzenart aus der Gattung der Pardelkatzen, die im südlichen Südamerika östlich der Anden vom nordwestlichen Argentinien (Provinz Catamarca) bis zur Magellanstraße vorkommt.

## Merkmale
Die Körpergröße der Südlichen Pampaskatze ist variabel und reicht von kleinen Tieren mit einer Kopf-Rumpf-Länge von etwa 46 Zentimetern und einer Schwanzlänge von 23 Zentimetern bis zu großen Tieren mit einer Kopf-Rumpf-Länge von etwa 75 Zentimetern und einer Schwanzlänge von 29 Zentimetern.
Die Südliche Pampaskatze hat eine graubraune Grundfarbe. Die Körperseiten sind ungemustert oder mit  undeutlichen dunkelbraunen oder dunkel gelbbraunen schrägen Linien versehen. Auf der hellen Kehle sind schwarze, dunkelbraune, gelbbraune oder dunkelgelbe Streifen zu sehen. Einer ist immer deutlich breiter als die übrigen. Der Schwanz ist braungrau und nicht geringelt. Die Schwanzspitze ist nicht farblich vom Rest des Schwanzes abgesetzt.

## Lebensweise
Über die Lebensweise der Art liegen nur wenige Informationen vor. Sie ernährt sich räuberisch vor allem von Nagetieren wie Wühlern (Cricetidae) und  Kammratten (Ctenomys), die entsprechend einer Erhebung in der argentinischen Provinz Mendoza etwa 92 % der Gesamtnahrung ausmachen. Ergänzt wird das Nahrungsspektrum durch kleine Eidechsen und Vögel, darunter auch nestjunge Pinguine sowie Pinguineier.

## Systematik
Die Art wurde im Jahr 1816 durch den französischen Zoologen Anselme Gaëtan Desmarest unter der Bezeichnung Felis pajeros erstmals wissenschaftlich beschrieben. Sie galt lange Zeit als Unterart von Leopardus colocolo. Die spanische Zoologin Rosa García-Perea teilte die Pampaskatze 1994 in drei Arten auf (Lynchailurus pajeros, L. colocolo und L. braccatus) und gab ihnen die Gattungsbezeichnung Lynchailurus, die durch den russischen Naturforscher Nikolai Severtzov eingeführt wurde. Johnson und Kollegen konnten 1999 in einer molekularbiologischen Untersuchung der Kleinkatzen Südamerikas die Arttrennung nicht nachvollziehen. Sie stellten zwar innerhalb der betrachteten Proben der Pampaskatzen Cluster fest, die die nähere Verwandtschaft regional nahe beieinander lebende Gruppen der Katzen aufzeigen, diese deckten sich jedoch nicht mit den Arten, die von García-Perea beschrieben wurden. Die Aufteilung in drei Arten wurde in den Mammal Species of the World, einem im Jahr 2005 erschienenen Standardwerk zur Mammalogie so übernommen, die drei Arten wurden aber in die Gattung der Pardelkatzen (Leopardus) gestellt. 

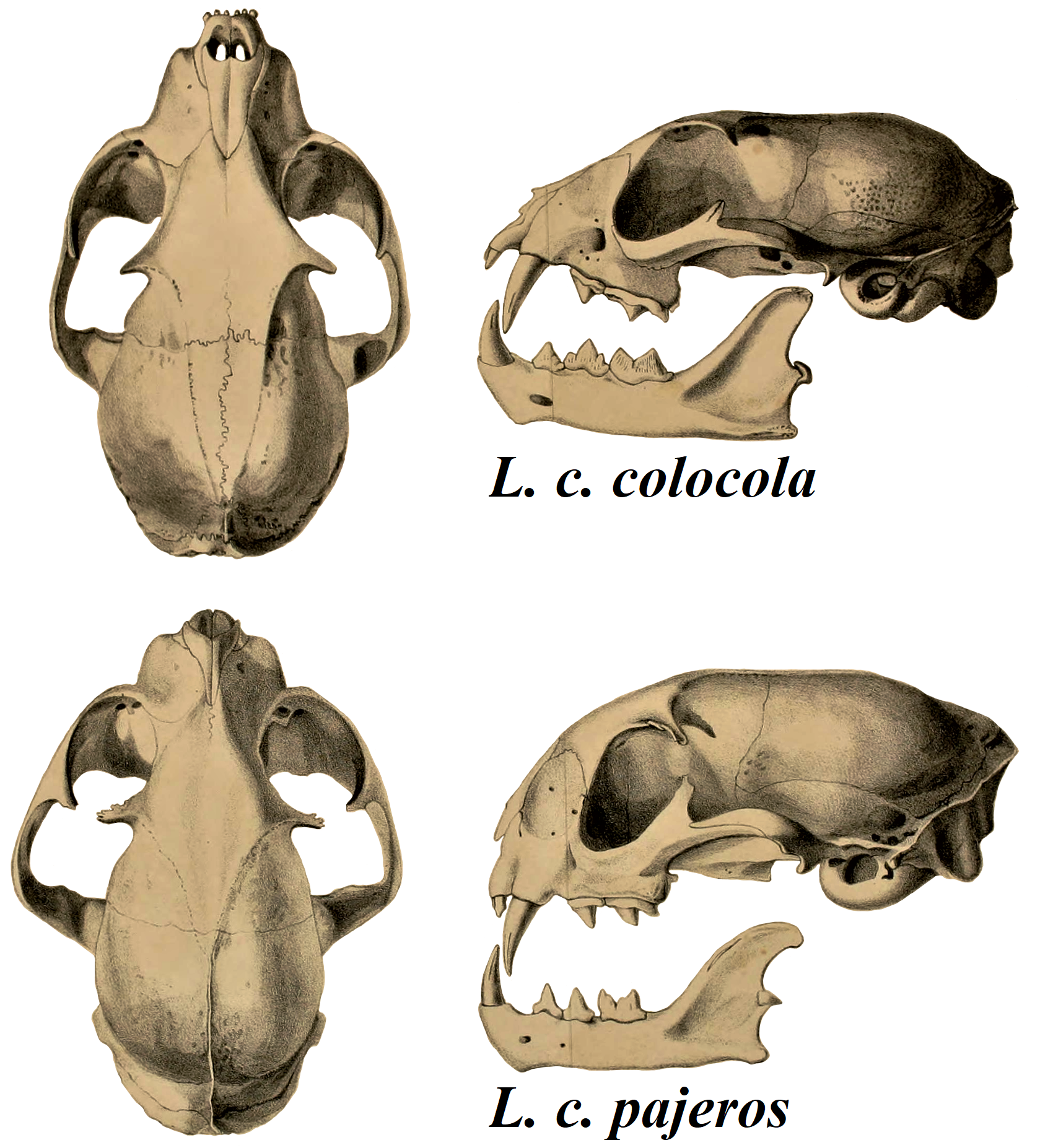
Schädel von L. colocolo und von L. pajeros

Im Handbook of the Mammals of the World, einem weiteren Standardwerk, dessen Raubtierband im Jahr 2009 erschien, wurde Leopardus pajeros wieder als Unterart der Pampaskatze zugeordnet und auch die Fachgruppe des internationalen Umweltschutzverbandes (IUCN/SSC Cat Specialist Specialist Group) führt L. pajeros als Unterart der Pampaskatze, betont in einer 2017 veröffentlichten Revision der Katzensystematik jedoch das einige Unterarten der Pampaskatze in Zukunft nach weiteren Untersuchungen den Status selbständiger Arten erhalten könnten. In einer im Juni 2020 veröffentlichten Revision der Pampaskatzengruppe wurde der Artstatus der Südlichen Pampaskatze schließlich bestätigt, nachdem in der Pampaskatzengruppe fünf Kladen gefunden wurden, die sich in der Schädelmorphologie, der Fellfarbe und in ihrem Genom unterschieden und die auch unterschiedliche Verbreitungsgebiete haben. Felis pajeros crucina, unter dieser Bezeichnung beschrieb der britische Zoologe Oldfield Thomas eine Katze, die im Jahr 1834 von Charles Darwin im südlichen Patagonien gesammelt wurde, gilt als Synonym von Leopardus pajeros.

## Belege
1. 1 2 3  Fabio Oliveira do Nascimento, Jilong Cheng und Anderson Feijó (2020). Taxonomic revision of the pampas cat Leopardus colocola complex (Carnivora: Felidae): an integrative approach. Zoological Journal of the Linnean Society, XX, 1–37, doi:10.1093/zoolinnean/zlaa043
2. 1 2  Rosa García-Perea: The Pampas Cat Group (Genus Lynchailurus Severtzov, 1858) (Carnivora: Felidae), a Systematic and Biogeographic Review. American Museum Novitates 3096, 1994; S. 1–36.
3. ↑  César M. García Esponda, Joaquín D. Carrera1, Germán J. Moreira, Ada V. Cazón, Luciano J. M. De Santis: Microvertebrados depredados por Leopardus pajeros (Carnivora: Felidae) en el sur de la Provincia de Mendoza, Argentina. Mastozoología neotropical 16 (2), 2009; S. 456–457.
4. ↑  Mel E. Sunquist & Fiona C. Sunquist: Family Felidae (Cats). Seite 146 in Don E. Wilson, Russell A. Mittermeier: Handbook of the Mammals of the World – Volume 1 Carnivores. Lynx Editions, 2009, ISBN 978-84-96553-49-1
5. ↑  Anselme Gaëtan Desmarest (1816) Chat, Felis, Linn., Briss., Schreb., Cuv. In: Nouveau dictionnaire d’histoire naturelle, appliquée aux arts, a l’agriculture, a l’économie rurale et domestique, a la médecine, etc. par une société de naturalistes et d’agriculteurs (nouv. ed.), tome VI. Paris: Deterville, 73–123.
6. ↑  Warren E. Johnson, Jill Pecon Slattery, Eduardo Eizirik, Jae-Heup Kim, Marilyn Menotti Raymond, Cristian Bonacic, Richard Cambre, Peter Crawshaw, Adauto Nunes, Héctor N. Seuánez, Miguael Angelo Martins Moreira, Kevin L. Seymour, Faiçal Simon, William Swansson, Stephen J. O’Brien: Disparate phylogeographic patterns of molecular genetic variation in four closely related South American small cat species. Molecular Ecology 8, 1999: S79-S94, doi: 10.1046/j.1365-294X.1999.00796.x.
7. ↑  Don E. Wilson & DeeAnn M. Reeder (Hrsg.): Leopardus in Mammal Species of the World. A Taxonomic and Geographic Reference (3rd ed).
8. ↑  http://www.catsg.org/index.php?id=87
9. ↑  Leopardus colocolo in der Roten Liste gefährdeter Arten der IUCN 2008. Eingestellt von: T. de Oliveira et al., 2008. Abgerufen am 24. Januar 2009.
10. ↑  Kitchener A. C., Breitenmoser-Würsten Ch., Eizirik E., Gentry A., Werdelin L., Wilting A., Yamaguchi N., Abramov A. V., Christiansen P., Driscoll C., Duckworth J. W., Johnson W., Luo S.-J., Meijaard E., O’Donoghue P., Sanderson J., Seymour K., Bruford M., Groves C., Hoffmann M., Nowell K., Timmons Z. & Tobe S. 2017. A revised taxonomy of the Felidae. The final report of the Cat Classification Task Force of the IUCN/ SSC Cat Specialist Group. Cat News Special Issue 11, 80 pp.
11. ↑  Oldfield Thomas (1901): New Neotropical mammals, with a note on the species of Reithrodon. Annals and Magazine of Natural History 7: 246–248